# 鄉角站
鄕角站是位於愛媛縣上浮穴郡久萬高原町西谷，久萬高原町町營巴士古味線的巴士站。爲久萬高原町所有。現名由以漢字書寫的原名「〔〕」改稱而來。設有候車室。

## 歷史
作爲國鐵巴士（国鉄バス）松山高知急行線的公車車站而開設，開設時間不明。1987年4月1日，因國鐵分割民營化而成爲四國旅客鐵道的公車站。1990年5月1日，四國旅客鐵道的部分路線廢止，該站成爲柳谷村村營巴士的車站。2004年8月1日，因市町村合併而成爲久萬高原町町營巴士的車站。後將站名由漢字名改爲由假名書寫的現名。2019年12月，站牌被類似於繪馬的木製設計所取代。

## 車站周邊
- 日本國道440號

## 停車路線
- 久万高原町町營巴士古味線（落出方向）（古味方向）